# Ghostigital
Ghostigital es el primer álbum solista del cantante y trompetista islandés Einar Örn Benediktsson y salió al mercado el 8 de diciembre de 2003 a través de Honest Jons Records.

Ghostigital fue grabado con la colaboración del rapero Sensational (ex Jungle Brother) y se trata de una combinación de ritmos electrónicos, sonido de vanguardia y hip-hop. El álbum, es extraño en cuanto a la mezcla de estilos y algunas de sus canciones tienen un ritmo muy excéntricos, como la canción “Bank” que trata sobre un cliente en ira que se pregunta constantemente donde está su dinero, mientras es acompañado por un fondo electrónico ruidoso hasta concluir con que el dinero se encontraba en un bolsillo de su pantalón.
El álbum tiene un lado oscuro, expresado sobre todo en canciones como “Suicide”, “Calm Water” siendo esta última de estilo psicodélico. Integrado por 13 canciones, Ghostigital contó con la colaboración de otros grupos islandeses para los remixes como Curver, Gusgus, Exos, NLO y Eob/Bibbi.
Después del lanzamiento de Ghostigital Einar tuvo varias presentaciones en Islandia y Europa junto al grupo PONI.

## Lista de canciones
1. Suicide
2. Strangely Shaped
3. Mess Up
4. Calmwater
5. Bank
6. Cough Of Love
7. Thirsty Fly
8. Drunk Piano
9. Jejeje
10. Boink
11. Dirty Fly
12. Monday
13. Losing It